# Elisabet Carnicé i Domper
Elisabet Carnicé i Domper (Sabadell, 16 de març de 1981) és una comunicadora, periodista i presentadora de televisió catalana.
Va néixer al barri de la Creu Alta de Sabadell, filla del pintor Albert Carnicé i de Mercè Domper. Va estudiar Comunicació Audiovisual a la Universitat Autònoma. A Televisió de Catalunya ha presentat els programes Tvist, Cinc minuts més (5'+!), On anem?, Dolça Catalunya,Quarts de nou  i ha participat en el programa Cosins germans.
El 2016 ha presentat el programa A punto con La 2, juntament amb Sergi Amat, a La 2. L'any 2013 va ser la pregonera de la Festa Major de Sabadell. Ha fet tallers de contacontes i és autora del conte La pinya castellera. Va presentar l'espectacle Amb Xocolata o sense?, amb guió del periodista Toni Mata.